# Santiago González
Santiago González Torre (ur. 24 lutego 1983 w Córdobie) – meksykański tenisista, finalista French Open 2017 w grze podwójnej, French Open 2012, US Open w latach 2013 i 2014 i Wimbledonu 2024 w mikście, reprezentant kraju w Pucharze Davisa, olimpijczyk z Rio de Janeiro (2016).

## Kariera tenisowa
Karierę tenisową rozpoczął w roku 2001.
W singlu wygrywał turnieje ITF Men’s World Tennis Tour. W rozgrywkach ATP Challenger Tour swoje pierwsze zwycięstwo odniósł w roku 2008 w Belo Horizonte, a drugie w kwietniu 2010 roku w León. Najwyższą pozycję rankingową zanotował w maju 2006 roku – nr 155.
W grze podwójnej Meksykanin odniósł dwadzieścia trzy triumfy z czterdziestu jeden rozegranych finałów w turniejach ATP Tour. W czerwcu 2017 został finalistą French Open wspólnie z Donaldem Youngiem.
W 2012 roku podczas French Open w parze z Klaudią Jans-Ignacik doszedł do finału, przegrywając w nim z Sanią Mirzą i Maheshem Bhupathim 6:7(3), 1:6. W sezonie 2013 osiągnął finał podczas US Open. Razem z partnerującą mu Abigail Spears ulegli Andrei Hlaváčkovej i Maksowi Mirnemu 6:7(5), 3:6. Rok później powtórzył wynik z Nowego Jorku. W finale razem ze Spears przegrali 1:6, 6:2, 9–11 z Mirzą i Brunem Soaresem. W lipcu 2024 roku awansował razem z Giulianą Olmos do finału Wimbledonu, w którym przegrali z parą Hsieh Su-wei–Jan Zieliński.
Od roku 2001 González reprezentuje Meksyk w Pucharze Davisa.
W 2016 roku wystąpił w konkurencji gry podwójnej na igrzyskach olimpijskich w Rio de Janeiro, dochodząc do drugiej rundy.
Najwyżej sklasyfikowany w klasyfikacji indywidualnej deblistów był 13 listopada 2023 roku na 7. miejscu.

### Finały w turniejach ATP Tour
| Legenda                                      |
| -------------------------------------------- |
| Wielki Szlem                                 |
| Igrzyska olimpijskie                         |
| Tennis Masters Cup / ATP Finals              |
| ATP Masters Series / ATP Tour Masters 1000   |
| ATP International Series Gold / ATP Tour 500 |
| ATP International Series / ATP Tour 250      |

#### Gra podwójna (23–18)
| Końcowy wynik | Nr  | Data                 | Turniej            | Nawierzchnia  | Partner                | Przeciwnicy                            | Wynik finału         |
| ------------- | --- | -------------------- | ------------------ | ------------- | ---------------------- | -------------------------------------- | -------------------- |
| Zwycięzca     | 1.  | 10 maja 2010         | Belgrad            | Ceglana       | Travis Rettenmaier     | Tomasz Bednarek Mateusz Kowalczyk      | 7:6(6), 6:1          |
| Finalista     | 1.  | 11 lipca 2010        | Newport            | Trawiasta     | Travis Rettenmaier     | Carsten Ball Chris Guccione            | 3:6, 4:6             |
| Zwycięzca     | 2.  | 24 kwietnia 2011     | Barcelona          | Ceglana       | Scott Lipsky           | Bob Bryan Mike Bryan                   | 5:7, 6:2, 12–10      |
| Finalista     | 2.  | 21 maja 2011         | Nicea              | Ceglana       | David Marrero          | Eric Butorac Jean-Julien Rojer         | 3:6, 4:6             |
| Zwycięzca     | 3.  | 6 sierpnia 2011      | Kitzbühel          | Ceglana       | Daniele Bracciali      | Franco Ferreiro André Sá               | 7:6(1), 4:6, 11–9    |
| Zwycięzca     | 4.  | 15 lipca 2012        | Newport            | Trawiasta     | Scott Lipsky           | Colin Fleming Ross Hutchins            | 7:6(3), 6:3          |
| Zwycięzca     | 5.  | 25 sierpnia 2012     | Winston-Salem      | Twarda        | Scott Lipsky           | Pablo Andújar Leonardo Mayer           | 6:3, 4:6, 10–2       |
| Zwycięzca     | 6.  | 5 maja 2013          | Oeiras             | Ceglana       | Scott Lipsky           | Aisam-ul-Haq Qureshi Jean-Julien Rojer | 6:3, 4:6, 10–7       |
| Zwycięzca     | 7.  | 16 czerwca 2013      | Halle              | Trawiasta     | Scott Lipsky           | Daniele Bracciali Jonatan Erlich       | 6:2, 7:6(3)          |
| Zwycięzca     | 8.  | 4 maja 2014          | Oeiras             | Ceglana       | Scott Lipsky           | Pablo Cuevas David Marrero             | 6:3, 3:6, 10–8       |
| Zwycięzca     | 9.  | 24 maja 2014         | Düsseldorf         | Ceglana       | Scott Lipsky           | Martin Emmrich Christopher Kas         | 7:5, 4:6, 10–3       |
| Finalista     | 3.  | 21 czerwca 2014      | ’s-Hertogenbosch   | Trawiasta     | Scott Lipsky           | Jean-Julien Rojer Horia Tecău          | 3:6, 6:7(3)          |
| Zwycięzca     | 10. | 15 lutego 2015       | Memphis            | Twarda (hala) | Mariusz Fyrstenberg    | Artem Sitak Donald Young               | 5:7, 7:6(1), 10–8    |
| Finalista     | 4.  | 28 lutego 2015       | Acapulco           | Twarda        | Mariusz Fyrstenberg    | Ivan Dodig Marcelo Melo                | 6:7(2), 7:5, 3–10    |
| Finalista     | 5.  | 25 lipca 2015        | Umag               | Ceglana       | Mariusz Fyrstenberg    | Máximo González André Sá               | 6:4, 3:6, 5–10       |
| Zwycięzca     | 11. | 14 lutego 2016       | Memphis            | Twarda (hala) | Mariusz Fyrstenberg    | Steve Johnson Sam Querrey              | 6:4, 6:4             |
| Finalista     | 6.  | 10 kwietnia 2016     | Houston            | Ceglana       | Víctor Estrella        | Bob Bryan Mike Bryan                   | 6:4, 3:6, 8–10       |
| Finalista     | 7.  | 19 lutego 2017       | Buenos Aires       | Ceglana       | David Marrero          | Juan Sebastián Cabal Robert Farah      | 1:6, 4:6             |
| Finalista     | 8.  | 10 czerwca 2017      | French Open, Paryż | Ceglana       | Donald Young           | Ryan Harrison Michael Venus            | 6:7(5), 7:6(4), 3:6  |
| Finalista     | 9.  | 22 października 2017 | Antwerpia          | Twarda (hala) | Julio Peralta          | Scott Lipsky Divij Sharan              | 4:6, 6:2, 5–10       |
| Zwycięzca     | 12. | 30 czerwca 2018      | Antalya            | Trawiasta     | Marcelo Demoliner      | Sander Arends Matwé Middelkoop         | 7:5, 6:7(6), 10–8    |
| Finalista     | 10. | 21 października 2018 | Antwerpia          | Twarda (hala) | Marcelo Demoliner      | Nicolas Mahut Édouard Roger-Vasselin   | 4:6, 5:7             |
| Finalista     | 11. | 17 lutego 2019       | Nowy Jork          | Twarda (hala) | Aisam-ul-Haq Qureshi   | Kevin Krawietz Andreas Mies            | 4:6, 5:7             |
| Zwycięzca     | 13. | 14 kwietnia 2019     | Houston            | Ceglana       | Aisam-ul-Haq Qureshi   | Ken Skupski Neal Skupski               | 3:6, 6:4, 10–6       |
| Finalista     | 12. | 10 stycznia 2020     | Doha               | Twarda        | Luke Bambridge         | Rohan Bopanna Wesley Koolhof           | 6:3, 2:6, 6–10       |
| Zwycięzca     | 14. | 13 czerwca 2021      | Stuttgart          | Trawiasta     | Marcelo Demoliner      | Ariel Behar Gonzalo Escobar            | 4:6, 6:3, 10–8       |
| Zwycięzca     | 15. | 26 września 2021     | Nur-Sułtan         | Twarda (hala) | Andrés Molteni         | Jonathan Erlich Andrej Wasileuski      | 6:1, 6:2             |
| Zwycięzca     | 16. | 13 listopada 2021    | Sztokholm          | Twarda (hala) | Andrés Molteni         | Aisam-ul-Haq Qureshi Jean-Julien Rojer | 6:2, 6:2             |
| Zwycięzca     | 17. | 6 lutego 2022        | Córdoba            | Ceglana       | Andrés Molteni         | Andrej Martin Tristan-Samuel Weissborn | 7:5, 6:3             |
| Zwycięzca     | 18. | 13 lutego 2022       | Buenos Aires       | Ceglana       | Andrés Molteni         | Fabio Fognini Horacio Zeballos         | 6:1, 6:1             |
| Finalista     | 13. | 19 marca 2022        | Indian Wells       | Twarda        | Édouard Roger-Vasselin | John Isner Jack Sock                   | 6:7(4), 3:6          |
| Finalista     | 14. | 2 października 2022  | Tel Awiw-Jafa      | Twarda (hala) | Andrés Molteni         | Rohan Bopanna Matwé Middelkoop         | 2:6, 4:6             |
| Finalista     | 15. | 30 października 2022 | Wiedeń             | Twarda (hala) | Andrés Molteni         | Alexander Erler Lucas Miedler          | 3:6, 6:7(1)          |
| Zwycięzca     | 19. | 26 lutego 2023       | Marsylia           | Twarda (hala) | Édouard Roger-Vasselin | Nicolas Mahut Fabrice Martin           | 4:6, 7:6(4), 10–7    |
| Zwycięzca     | 20. | 2 kwietnia 2023      | Miami              | Twarda        | Édouard Roger-Vasselin | Austin Krajicek Nicolas Mahut          | 7:6(4), 7:5          |
| Zwycięzca     | 21. | 5 sierpnia 2023      | Los Cabos          | Twarda        | Édouard Roger-Vasselin | Andrew Harris Dominik Koepfer          | 6:4, 7:5             |
| Zwycięzca     | 22. | 29 października 2023 | Bazylea            | Twarda (hala) | Édouard Roger-Vasselin | Hugo Nys Jan Zieliński                 | 6:7(8), 7:6(3), 10–1 |
| Zwycięzca     | 23. | 5 listopada 2023     | Paryż              | Twarda (hala) | Édouard Roger-Vasselin | Rohan Bopanna Matthew Ebden            | 6:2, 5:7, 10–7       |
| Finalista     | 16. | 18 lutego 2024       | Delray Beach       | Twarda        | Neal Skupski           | Julian Cash Robert Galloway            | 7:5, 5:7, 2–10       |
| Finalista     | 17. | 2 marca 2024         | Acapulco           | Twarda        | Neal Skupski           | Hugo Nys Jan Zieliński                 | 3:6, 2:6             |
| Finalista     | 18. | 6 kwietnia 2025      | Houston            | Ceglana       | Federico Agustín Gómez | Fernando Romboli John-Patrick Smith    | 1:6, 4:6             |

#### Gra mieszana (0–4)
| Końcowy wynik | Nr | Data            | Turniej            | Nawierzchnia | Partnerka            | Przeciwnicy                  | Wynik finału   |
| ------------- | -- | --------------- | ------------------ | ------------ | -------------------- | ---------------------------- | -------------- |
| Finalista     | 1. | 7 czerwca 2012  | French Open, Paryż | Ceglana      | Klaudia Jans-Ignacik | Sania Mirza Mahesh Bhupathi  | 6:7(3), 1:6    |
| Finalista     | 2. | 6 września 2013 | US Open, Nowy Jork | Twarda       | Abigail Spears       | Andrea Hlaváčková Maks Mirny | 6:7(5), 3:6    |
| Finalista     | 3. | 5 września 2014 | US Open, Nowy Jork | Twarda       | Abigail Spears       | Sania Mirza Bruno Soares     | 1:6, 6:2, 9–11 |
| Finalista     | 4. | 11 lipca 2024   | Wimbledon, Londyn  | Trawiasta    | Giuliana Olmos       | Hsieh Su-wei Jan Zieliński   | 4:6, 2:6       |